# Gundersdorf, Straßburg
Gundersdorf je naselje v Občini Straßburg v Okraju Šentvid ob Glini na Koroškem v Avstriji.